# Volby do zastupitelstev obcí v Česku 2022
Volby do zastupitelstev obcí se v Česku uskutečnily v pátek 23. září a v sobotu 24. září 2022. Termín těchto voleb byl spojen s prvním kolem voleb do třetiny Senátu.
V Praze a územně členěných statutárních městech voliči vybírali své kandidáty jak do zastupitelstva města, tak do zastupitelstev městských částí či obvodů. Konkrétně se jednalo o Brno, Ostravu, Plzeň, Liberec, Ústí nad Labem, Pardubice a Opavu.

## Volební systém

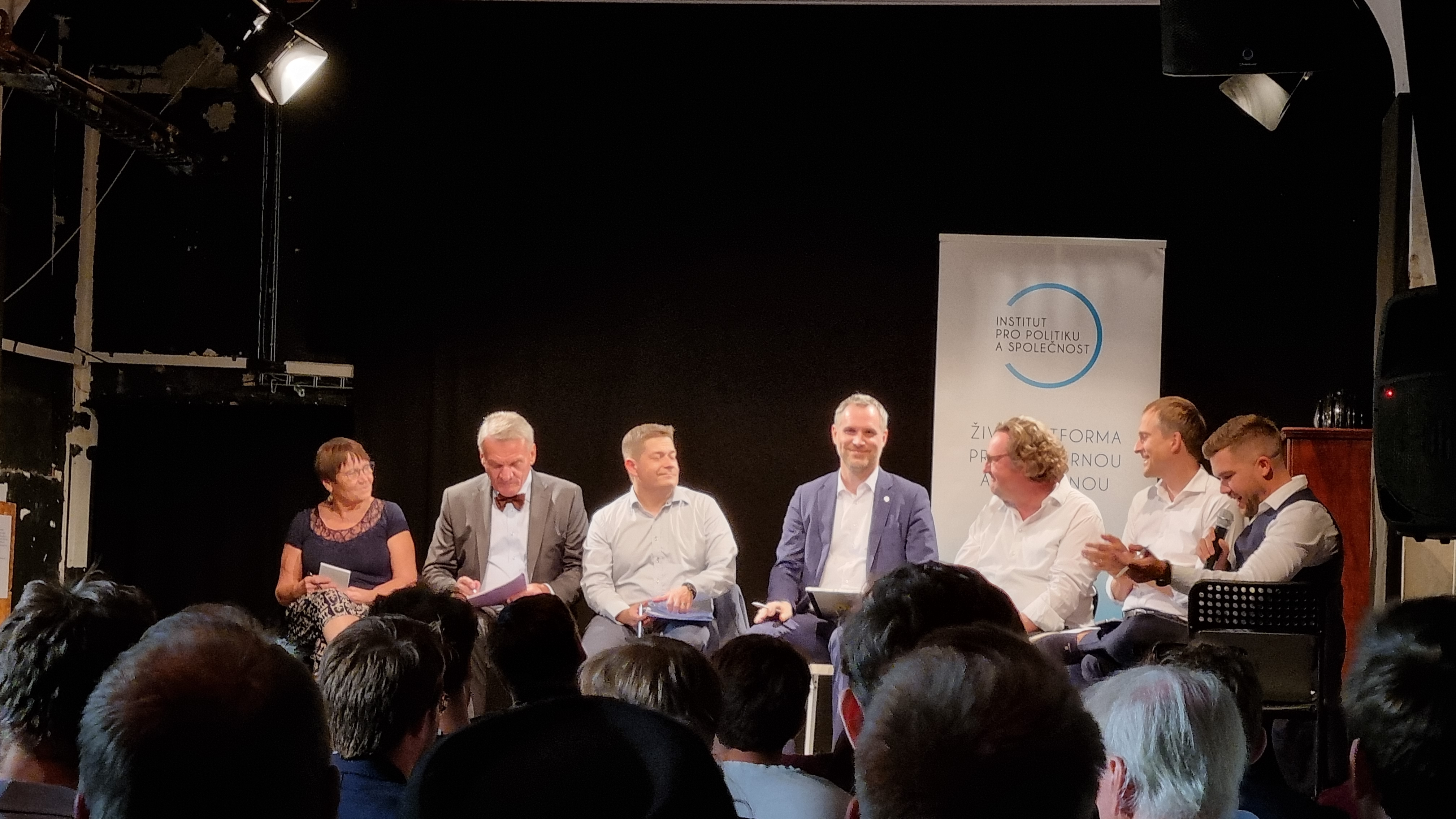
Předvolební debata kandidátů do Zastupitelstva hlavního města Prahy

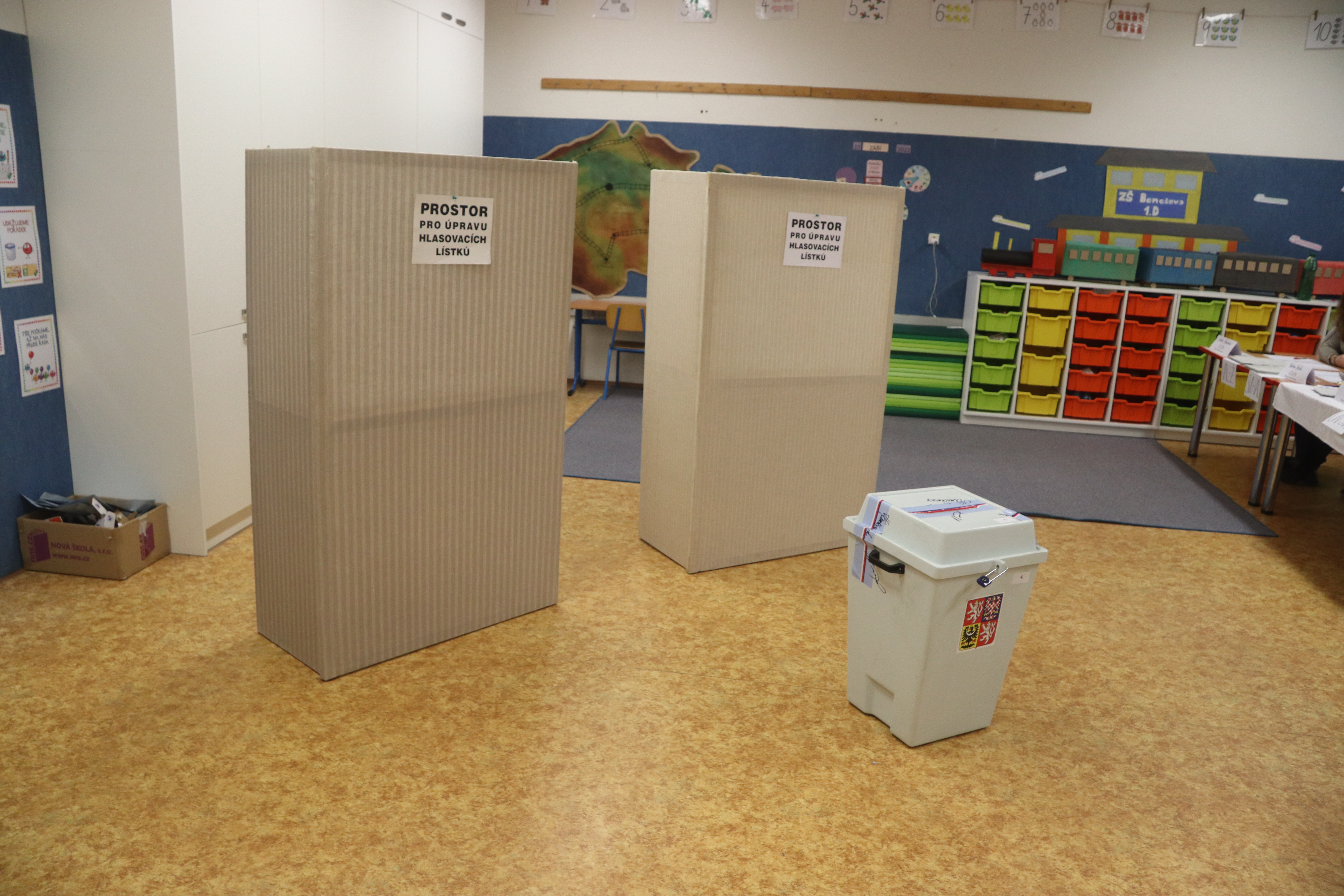
Volební místnost na ZŠ Benešova v Třebíči

Volební systém je při volbách do obecních zastupitelstev nejsložitějším volebním mechanismem v Česku. Počet volených zastupitelů závisí na počtu obyvatel dané obce:
- obec do 500 obyvatel: 5 až 15 zastupitelů
- 501 – 3 000 obyvatel: 7 až 15 zastupitelů
- 3 001 – 10 000 obyvatel: 11 až 25 zastupitelů
- 10 001 – 50 000 obyvatel: 15 až 35 zastupitelů
- 50 001 – 150 000 obyvatel: 25 až 45 zastupitelů
- nad 150 000 obyvatel: 35 až 55 zastupitelů
- hlavní město Praha: 55 až 70 zastupitelů

Pro obecní volby měla platit nová pravidla související se stanovením pevného termínu voleb do Senátu a do zastupitelstev územních samosprávných celků tak, aby se volby do zastupitelstev krajů a do zastupitelstev obcí konaly vždy v prvním celém týdnu měsíce října roku, v němž volební období uplyne a tedy společně s volbami do Senátu Parlamentu České republiky. Sněmovní tisk byl připravený pro 3. čtení a nestihl projít celým legislativním procesem před koncem 8. volebního období Poslanecké sněmovny Parlamentu České republiky.

## Před volbami
Volební strany mohly podávat kandidátní listiny příslušným registračním úřadům do 19. července 2022. Příslušný registrační úřad pak o registraci kandidátní listiny rozhodl do 6. srpna 2022. Starosta příslušné obce do 8. září zveřejnil na místě obvyklém oznámení o době a místě konání voleb. Od 20. září začal platit zákaz zveřejňování výsledků předvolebních průzkumů.
Ve volbách kandidovalo celkem 195 392 kandidátů, oproti předchozím volbám v roce 2018 kandidovalo o téměř 21 tisíc lidí méně. Nejvíce kandidátních listin, konkrétně 29, bylo zaregistrováno v obci Hoštálková. V 1 778 obcích byla zaregistrována jen jedna kandidátní listina a nejméně v 11 obcích volby neproběhly, protože do zastupitelstva nikdo nekandidoval nebo kandidoval nedostatečný počet kandidátů. 
Pro volby do zastupitelstev obcí bylo zaregistrováno 22 467 kandidátek, z toho kandidátky politických stran, hnutí a koalic tvořili 15 %. Pro volby do zastupitelstev městských částí a městských obvodů bylo zaregistrováno 794 kandidátek, z toho kandidátky politických stran, hnutí a koalic tvořili 56 %. Průměrný věk kandidátů byl 48 let, dvěma nejstarším kandidátům bylo shodně 96 let. Zhruba třetinu kandidátů tvořily ženy.

## Souhrnné výsledky voleb
- nezávislí kandidáti: 47 732
- KDU-ČSL: 3 252
- ODS: 2 294
- STAN: 1 854
- ANO: 1 748
- ČSSD: 799
- SPD: 492
- KSČM: 466
- TOP 09: 428
- Piráti: 274
- NK: 233
- NEZ: 233
- SNK ED: 187
- Zelení: 129
- MHNHRM: 124
- ostatní hnutí a strany: 1 535

V tabulce jsou uvedeny politické subjekty, které ve volbách získaly alespoň 100 mandátů.
| Navrhující strana | Navrhující strana                                         | Hlasy       | Hlasy | Hlasy         | Zastupitelé | Zastupitelé | Zastupitelé |
| Navrhující strana | Navrhující strana                                         | Abs.        | %     | ±             | Abs.        | %           | ±           |
| ----------------- | --------------------------------------------------------- | ----------- | ----- | ------------- | ----------- | ----------- | ----------- |
|                   | nezávislí kandidáti                                       | 27 303 322  | 25,43 | 966 696 ▲     | 47 732      | 77,26       | 3 247▲      |
|                   | KDU-ČSL                                                   | 5 457 419   | 5,08  | -141 917 ▼    | 3 252       | 5,26        | -381▼       |
|                   | Občanská demokratická strana                              | 12 977 999  | 12,09 | -1 777 189 ▼  | 2 294       | 3,71        | -296▼       |
|                   | Starostové a nezávislí                                    | 5 202 973   | 4,85  | -513 696 ▼    | 1 854       | 3,00        | -896▼       |
|                   | ANO 2011                                                  | 18 923 075  | 17,63 | 2 261 231 ▲   | 1 748       | 2,83        | 73▲         |
|                   | Česká strana sociálně demokratická                        | 2 670 520   | 2,49  | -3 271 343 ▼  | 799         | 1,29        | -1 138▼     |
|                   | Svoboda a přímá demokracie (SPD)                          | 4 882 128   | 4,55  | 1 269 769 ▲   | 492         | 0,8         | 334▲        |
|                   | Komunistická strana Čech a Moravy                         | 2 093 505   | 1,95  | -3 365 601 ▼  | 466         | 0,75        | -1 007▼     |
|                   | TOP 09                                                    | 4 927 025   | 4,59  | -457 236 ▼    | 428         | 0,69        | -55▼        |
|                   | Česká pirátská strana                                     | 8 186 880   | 7,63  | -1 037 554 ▼  | 274         | 0,44        | -79▼        |
|                   | Nestraníci                                                | 310 093     | 0,29  | -42 960 ▼     | 233         | 0,38        | 2▲          |
|                   | Nezávislí                                                 | 461 398     | 0,43  | -177 082 ▼    | 233         | 0,38        | 20▲         |
|                   | SNK Evropští demokraté                                    | 259 211     | 0,24  | -26 588 ▼     | 187         | 0,30        | -45▼        |
|                   | Strana zelených                                           | 1 353 152   | 1,26  | -646 079 ▼    | 129         | 0,21        | -53▼        |
|                   | Místní hnutí nezávislých za harmonický rozvoj obcí a měst | 157 471     | 0,15  | -49 787 ▼     | 124         | 0,20        | -16▼        |
|                   | ostatní hnutí a strany                                    |             |       |               | 1 535       |             | 120▲        |
| celkem            | celkem                                                    | 107 351 715 |       | -10 072 138 ▼ | 61 780      |             | -170▼       |
| Zdroj: Volby.cz   |                                                           |             |       |               |             |             |             |

Podíl žen mezi zvolenými zastupiteli činil 29 %, průměrný věk zvolených zastupitelů byl 48 let.

## Výsledky v krajských městech
Tabulka zobrazuje počet zastupitelů, kteří jsou nominanty dané strany.
| Město            | ANO   | ODS | SPD | Piráti | STAN | KDU-ČSL | TOP 09 | Zelení | ČSSD | Trikolora | KSČM | nezávislí | ostatní | Celkem | Primátor po volbách          | Primátor po volbách | Strana |    |    |  |                  |     |
| ---------------- | ----- | --- | --- | ------ | ---- | ------- | ------ | ------ | ---- | --------- | ---- | --------- | ------- | ------ | ---------------------------- | ------------------- | ------ | -- | -- |  | ---------------- | --- |
| Město            | Praha | 14  | 10  | 2      | 13   | 5       | 2      | 7      | N/A  | N/A       | N/A  | N/A       | 1       | Celkem | Primátor po volbách          | Primátor po volbách | Strana | 11 | 65 |  | Bohuslav Svoboda | ODS |
| České Budějovice | 13    | 16  | 4   | 3      | N/A  | 2       | 1      | N/A    | N/A  | N/A       | N/A  | N/A       | 6       | 45     | Dagmar Škodová Parmová       |                     |        |    |    |  |                  | ODS |
| Plzeň            | 14    | 9   | 4   | 4      | 4    | 3       | 3      | N/A    | N/A  | N/A       | N/A  | 1         | 5       | 47     |                              | Roman Zarzycký      | ANO    |    |    |  |                  |     |
| Karlovy Vary     | 14    | 3   | 4   | 2      | 2    | 1       | N/A    | N/A    | N/A  | N/A       | N/A  | N/A       | 9       | 35     | Andrea Pfeffer Ferklová      |                     | ANO    |    |    |  |                  |     |
| Ústí nad Labem   | 13    | 4   | 4   | 3      | N/A  | N/A     | N/A    | 2      | N/A  | 1         | N/A  | 3         | 7       | 37     | Petr Nedvědický              | ANO                 |        |    |    |  |                  |     |
| Liberec          | 11    | 3   | 4   | 2      | 10   | 1       | 1      | 6      | N/A  | N/A       | N/A  | N/A       | 1       | 39     |                              | Jaroslav Zámečník   | SLK    |    |    |  |                  |     |
| Hradec Králové   | 13    | 5   | 3   | 4      | N/A  | N/A     | 2      | N/A    | N/A  | N/A       | N/A  | 2         | 8       | 37     |                              | Pavlína Springerová | HDK    |    |    |  |                  |     |
| Pardubice        | 12    | 6   | 3   | 3      | N/A  | 1       | 2      | 1      | 2    | N/A       | N/A  | 3         | 6       | 39     |                              | Jan Nadrchal        | ANO    |    |    |  |                  |     |
| Jihlava          | 14    | 7   | 4   | 1      | 4    | 4       | N/A    | N/A    | N/A  | N/A       | N/A  | 3         | N/A     | 37     |                              | Petr Ryška          | ODS    |    |    |  |                  |     |
| Brno             | 13    | 12  | 5   | 4      | 5    | 5       | 4      | 2      | 3    | 1         | N/A  | N/A       | N/A     | 55     | Markéta Vaňková              |                     | ODS    |    |    |  |                  |     |
| Olomouc          | 16    | 5   | 3   | 3      | 2    | 3       | 2      | N/A    | N/A  | 2         | N/A  | N/A       | 9       | 45     |                              | Miroslav Žbánek     | ANO    |    |    |  |                  |     |
| Zlín             | 14    | 7   | 4   | 3      | 3    | 3       | N/A    | N/A    | N/A  | N/A       | N/A  | N/A       | 7       | 41     | Jiří Korec                   |                     | ANO    |    |    |  |                  |     |
| Ostrava          | 21    | 5   | 7   | 3      | 1    | 3       | 1      | N/A    | N/A  | N/A       | 3    | 3         | 8       | 55     | Tomáš Macura (do dubna 2023) |                     | ANO    |    |    |  |                  |     |
| Ostrava          | 21    | 5   | 7   | 3      | 1    | 3       | 1      | N/A    | N/A  | N/A       | 3    | 3         | 8       | 55     |                              | Jan Dohnal          | ODS    |    |    |  |                  |     |
| Celkem           | 172   | 92  | 51  | 48     | 36   | 28      | 23     | 11     | 5    | 4         | 3    | 13        | 81      | 577    |                              |                     |        |    |    |  |                  |     |

## Soudní přezkum voleb
Návrh na neplatnost hlasování, neplatnost voleb nebo na neplatnost volby kandidáta může navrhovatel podat nejpozději 10 dnů po vyhlášení výsledků voleb Státní volební komisí, termín tedy byl 7. října 2022. K rozhodování ve věci voleb jsou příslušné krajské soudy. Krajský soud má následně lhůtu 20 dnů na rozhodnutí.
Byly napadeny volby do Zastupitelstva hlavního města Prahy. Dále byly výsledky voleb napadeny v městských částech Praha 1, Praha 4, Praha 5, Praha-Řeporyje, Brno-střed, Brno-Líšeň, Brno-Slatina, dále třeba v Karlových Varech, Tachově, na Kladně, v Benešově, Mníšku pod Brdy, Milovicích, Jindřichově Hradci, Znojmě, Hodoníně, Lednici nebo v Hrušovanech nad Jevišovkou.
Krajský soud v Praze částečně vyhověl návrhu na neplatnost volby kandidátů ve volbách do Zastupitelstva městyse Sovínky na Mladoboleslavsku. Okrsková volební komise chybovala při hodnocení platnosti hlasovacích lístků (dva lístky nesprávně vyhodnotila jako neplatné) a také při sčítání platných hlasů odevzdaných pro jednotlivé kandidáty. V obci kandidovala dvě uskupení „VOLBA SOVÍNEK“ a Občanská demokratická strana, stranám i po zásahu soudu zůstal zachován poměr zastoupení v zastupitelstvu na 5:4. Pochybení okrskové volební komise při sčítání hlasů měla za následek že volbu jednoho z kandidátů usukupení „VOLBA SOVÍNEK“ soud prohlásil za neplatnou a nově prohlásil za zvoleného zastupitele jiného kandidáta.

## Zajímavosti
- Nejvyšší volební účast byla v obci Kyje na Jičínsku, a sice 98,28 %, jinými slovy se k volební urně dostavilo 57 z 58 oprávněných voličů.[17]
- Nejnižší volební účast byla v obci Sklené na Svitavsku, a sice 17,68 %, jinými slovy se voleb zúčastnilo jen 35 ze 198 oprávněných voličů.[18]